# Hochschule für Kunst, Design und Populäre Musik Freiburg

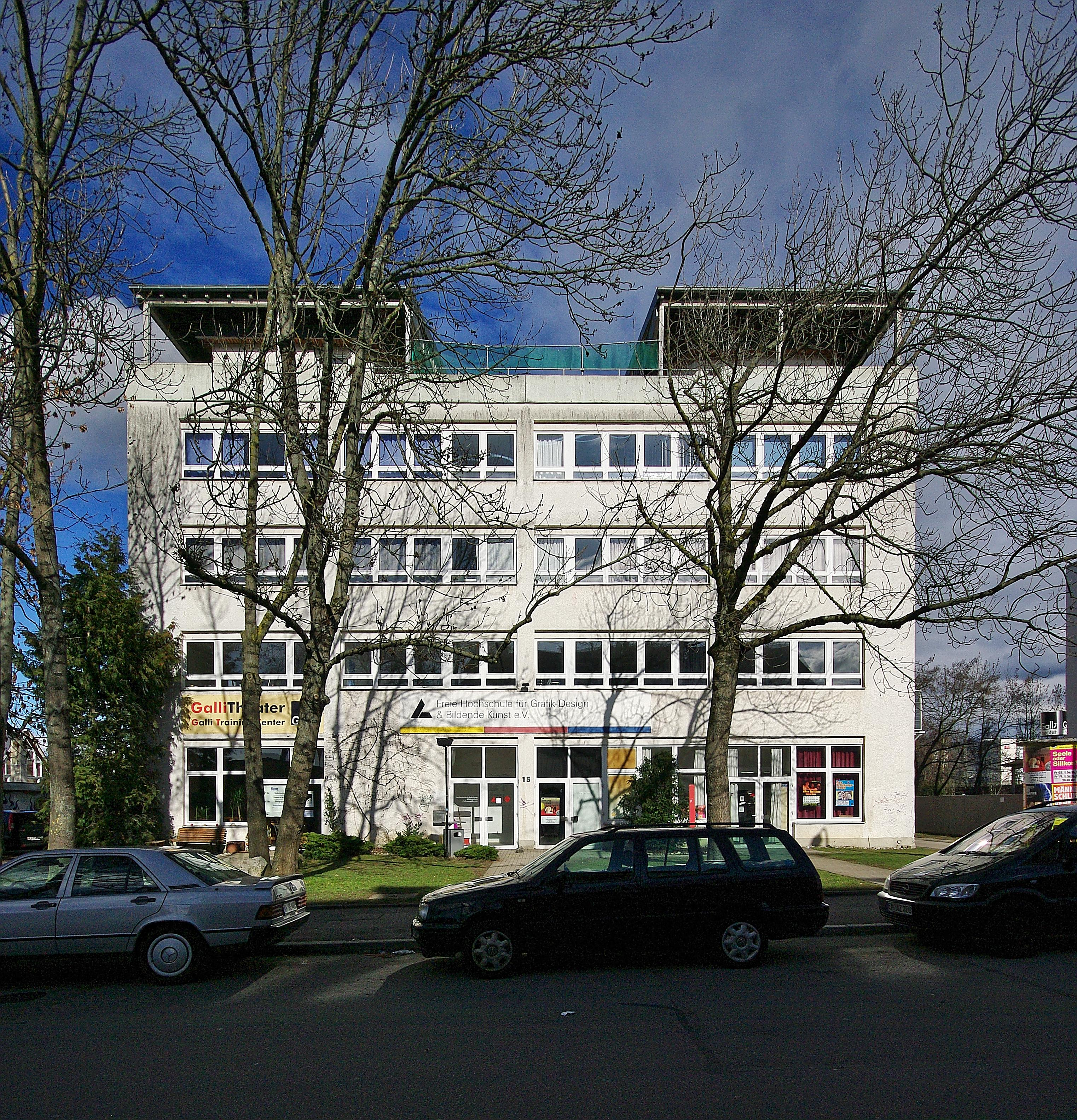
Hochschule für Kunst, Design und Populäre Musik Freiburg

Die Hochschule für Kunst, Design und Populäre Musik Freiburg (kurz: hKDM) war eine private deutsche Fachhochschule mit Sitz in Freiburg im Breisgau.

## Geschichte
Die hKDM ging aus der Fusion der Freien Hochschule für Grafikdesign und Bildende Kunst Freiburg  (FHF) sowie dem International Music College Freiburg, einem Bereich der Jazz & Rock Schulen Freiburg (JRS), hervor. Sie wurde im Jahr 2010 gegründet, mit dem Wintersemester 2011 nahm sie den Studienbetrieb auf, nachdem das Akkreditierungsverfahren abgeschlossen war. Das Studienangebot der hKDM umfasste die Bachelor-Studiengänge Bildende Kunst, Integrierte Gestaltung, Populäre Musik und Informatik für audiovisuelle Medien.
Im Oktober 2015 erwarb die britische Beteiligungsholding Galileo Global Education, zu der in Deutschland auch die Hochschule Macromedia gehört, einen Anteil von 90 % an der hKDM. Galileo Global Education wiederum ist im Besitz der US-amerikanischen Investmentgesellschaft Providence Equity Partners.
Zum 1. Oktober 2018 fusionierte die Hochschule mit der Hochschule Macromedia mit Hauptsitz in Stuttgart.